# مالیا ایلی
مالیا ایلی (انگلیسی: Malia Ili؛ زادهٔ ۴ فوریهٔ ۲۰۰۴) بازیکن فوتبال اهل ساموآی آمریکا است.
وی همچنین در تیم ملی فوتبال American Samoa بازی کرده‌است.